# Вражалице (Пале-Прача)
Вражалице су насељено мјесто у општини Пале, Федерација Босне и Херцеговине, Босна и Херцеговина.

## Становништво
|         | 2013.       | 1991.        | 1981.        | 1971.        |
| Укупно  | 11 (100,0%) | 75 (100,0%)  | 107 (100,0%) | 199 (100,0%) |
| Бошњаци | 11 (100,0%) | 22 (29,33%)1 | 36 (33,64%)1 | 78 (39,20%)1 |
| Срби    | –           | 53 (70,67%)  | 71 (66,36%)  | 121 (60,80%) |

1. 1 На пописима од 1971. до 1991. Бошњаци су пописивани углавном као Муслимани.